# Mayhem in Monsterland
Mayhem in Monsterland är titeln på ett spel utvecklat av Apex Computer Productions avsett för användning på en Commodore 64. Spelet är unikt på så sätt att det utnyttjar datorns hårdvara till max, mer än vad konstruktörena av datorn själva hade kunnat företsälla sig.